# Cantón Santa Rosa
El cantón Santa Rosa es una entidad territorial subnacional ecuatoriana, de la Provincia de El Oro. Su cabecera cantonal es la ciudad de Santa Rosa, lugar donde se agrupa gran parte de su población total. Su población es de 69 036 habitantes, teniendo una superficie de 889 km².  Su actual alcalde es Larry Vite.

## Límites
- Limita al norte con los cantones Machala y Pasaje
- Limita al sur con los cantones Arenillas y Piñas
- Limita al este con los cantones Atahualpa y Pasaje
- Limita al oeste con el cantón Arenillas y con el Océano Pacífico.

## Organización territorial
La ciudad y el cantón Santa Rosa, al igual que las demás localidades ecuatorianas, se rige por una municipalidad según lo estipulado en la Constitución Política Nacional. El Gobierno Municipal de Santa Rosa es una entidad de gobierno seccional que administra el cantón de forma autónoma al gobierno central. La municipalidad está organizada por la separación de poderes de carácter ejecutivo representado por el alcalde, y otro de carácter legislativo conformado por los miembros del concejo cantonal. El Alcalde es la máxima autoridad administrativa y política del Cantón Santa Rosa. Es la cabeza del cabildo y representante del Municipio.
El cantón se divide en parroquias que pueden ser urbanas o rurales y son representadas por los Gobiernos Parroquiales ante la Alcaldía de Santa Rosa.
Parroquias urbanas
- Santa Rosa
- Nuevo Santa Rosa
- Puerto Jelí
- Balneario Jambelí (parroquia satélite)
- Jumón (parroquia satélite)

Parroquias rurales
- Bellamaría
- Bellavista
- Jambelí
- La Avanzada
- San Antonio
- Torata
- Victoria